# Heinz Vieten
Heinz Vieten (* 18. März 1915 in Bonn; † 1985) war ein deutscher Radiologe.
Heinz Vieten war ursprünglich Physiker. Er war Schüler von Robert Janker in Bonn. Vieten war Radiologe im Bereich Chirurgie der Medizinischen Hochschule Düsseldorf.
Von ihm stammen grundlegende Beiträge zur Kontrastmitteldarstellung des Herzens, er leistete aber auch auf vielen anderen Gebieten der Radiologie Beiträge.
Von 1936 bis 1939 entwickelte er ein tomographisches Verfahren für Röntgenaufnahmen, das er aber nicht weiterentwickelte.
Mit H. Karcher und Hans Oberdalhoff veröffentlichte er 1959 Klinische Röntgendiagnostik chirurgischer Erkrankungen. Vieten war der ursprüngliche Herausgeber des Handbuchs der medizinischen Radiologie im Springer Verlag. Da man ihn für zu jung hielt, kamen noch Franz Strnad aus Frankfurt, Olle Olsson (Lund) und Adolf Zuppinger (Bern) hinzu, ab 1963 Lothar Diethelm (Kiel, später Mainz) und ab 1974 Friedrich Heuck (Stuttgart) und Klaus Ranniger (Richmond/Virginia). Die Verträge mit den Herausgebern wurden auf dem Deutschen Röntgenkongress in Frankfurt 1957 geschlossen, ab 1966 kamen über Ranniger verstärkt englischsprachige Beiträge hinzu.
1974 wurde er von der Deutschen Röntgengesellschaft mit der Albers-Schönberg-Medaille ausgezeichnet. 1983 erhielt er die Röntgenplakette. 
Vieten heiratete 1940 Marianne D’hein und hatte vier Töchter.